# Kṣitigarbhasūtra
Lo Kṣitigarbhasūtra (sanscrito; lett. "Il "Sūtra di Kṣitigarbha"; cinese: 地藏菩薩本願經, Dìzàngpúsàběnyuànjīng; giapponese: Jizō bosatsu hongan kyō; coreano:  지장보살본원경, Chijang posal ponwŏn kyŏng; vietnamita: Địa tạng bồ tát bản nguyện kinh; quindi anche, in sanscrito: Kṣitigarbhapraṇidhānasūtra, o per la resa cinese il ricostruito *Kṣitigarbhabodhisattvapūrvapraṇidhānasūtra) è un sūtra del buddismo Mahāyāna, conservato nel solo Canone buddista cinese al T.D. 412 nella traduzione del monaco khotanese Śikṣānanda (實叉難陀, 652–710) compiuta tra 695 e il 700.

## Struttura e contenuto
Lo Kṣitigarbhasūtra si compone di tredici capitoli divisi in tre sezioni principali. Esso si presenta come un dialogo tra il bodhisattva Kṣitigarbha (Matrice della Terra) e il Buddha Śākyamuni prima di un'assemblea del Dharma.
Dapprima  Kṣitigarbha pronuncia il "voto" (praṇidhāna) di salvare tutti gli esseri senzienti dalle sofferenze del doloroso saṃsāra prima di realizzare egli stesso lo stato di buddha, poi il sūtra continua con le precedenti vita di questo bodhisattva dove egli si era prodigato nel salvare gli esseri senzienti dalla rinascita nel terribile inferno Avīci. 
Tra le vite precedenti di Kṣitigarbha viene illustrata quella in cui è presentato come una giovane ragazza che, per mezzo della pietà filiale, salva la defunta madre non-buddista dalla rinascita in quel terribile inferno conducendola nelle dimore celesti. Non solo, il sūtra spiega che il bodhisattva Kṣitigarbha può salvare innumerevoli esseri senzienti dai differenti inferni, sicché lo stesso Buddha illustra le modalità con cui questo bodhisattva può essere invitato ad alleviare il fardello karmico dei defunti.